# SHOOT BOXING 2018 act.1
SHOOT BOXING2018 act.1（シュートボクシングアクト1）は、シュートボクシングの大会の一つ。2018年2月10日、東京都文京区後楽で開催された。

## 大会概要
第5試合、チングン新小岩 は 喜入衆を下し、7戦無敗になる。

第7試合で、MIO初防衛となる、SB日本女子ミニマム級タイトルマッチ（48.0kg）をMISAKIと対戦。初防衛に成功。

## 試合結果

### 本戦カード
第1試合 SB日本スーパーバンタム級（55.0kg契約）　エキスパートクラス特別ルール　3分3R延長無制限R
◯  日本 笠原友希 vs.  日本 内藤啓人 ×
1R 2分48秒 終了 判定KO
第2試合 SB日本スーパーバンタム級（55.0kg契約）　エキスパートクラス特別ルール　3分3R延長無制限R
×  日本 伏見和之 vs.  日本 川上叶 ◯
延長4R 1分10秒 終了 KO
第3試合 SB日本スーパーバンタム級（55.0kg契約）　エキスパートクラス特別ルール　3分3R延長無制限R
◯  日本 植山征紀 vs.  日本 内藤凌太 ×
3R 終了 判定2-0（30-29、29-29、30-28）
第4試合 58.0kg契約　エキスパートクラス特別ルール　3分3R延長無制限R
◯  日本 笠原弘希 vs.  日本 浜本“キャット”雄大 ×
3R 終了 判定3-0（30-28、30-28、30-27）
第5試合 67.0kg契約　エキスパートクラス特別ルール　3分3R延長無制限R
◯  モンゴル チングン新小岩 vs.  日本 喜入衆 ×
3R 終了 判定3-0（29-27、29-27、28-27）
第6試合 SB日本スーパーウェルター級（70.0kg）　エキスパートクラス特別ルール　3分3R延長無制限R
×  日本 北斗拳太郎 vs.  モンゴル 忍アマラ― ◯
延長4R 終了 判定2-0（10-9、10-10、10-9｜本戦の判定は29-29、30-29（忍）、29-29）
第7試合 SB日本女子ミニマム級タイトルマッチ（48.0kg）　エキスパートクラスルール　3分5R延長無制限R　※ヒジあり
◯  日本 MIO vs.  日本 MISAKI ×
5R 終了 判定2-0（49-48、49-49、49-47）
第8試合 64.0kg契約　エキスパートクラスルール　3分5R延長無制限R　※ヒジあり
◯  日本 鈴木博昭 vs.  日本 山口侑馬 ×
2R 2分53秒終了 KO（スタンディングチョークスリーパー）
第9試合 セミファイナル　59.0kg契約　エキスパートクラスルール　3分5R延長無制限R　※ヒジあり
◯  日本 村田聖明 vs.  日本 深田一樹 ×
延長6R 終了 判定3-0（3者ともに、10-9｜※本戦の判定は50-50、48-49（深田）、49-49）
第10試合 SB日本スーパーライト級（65.0kg）　エキスパートクラスルール　3分5R延長無制限R　※ヒジあり
◯  日本 海人 vs.  タイ タップロン・ハーデスワークアウト ×
4R 4分36秒終了 KO